# Platoecobius floridanus
Platoecobius floridanus är en spindelart som först beskrevs av Banks 1896.  Platoecobius floridanus ingår i släktet Platoecobius och familjen Oecobiidae. Inga underarter finns listade i Catalogue of Life.